# Valašská Bystřice
Valašská Bystřice település Csehországban, Vsetíni járásban. Valašská Bystřice Velká Lhota, Hutisko-Solanec, Karolinka, Halenkov, Nový Hrozenkov, Malá Bystřice, Rožnov pod Radhoštěm és Vidče településekkel határos. Lakosainak száma 2245 fő (2024. január 1.).

## Népesség
A település lakosságának változását az alábbi diagram mutatja:
| Lakosok száma | 1881 | 2090 | 2047 | 2339 | 2079 | 2239 | 2259 | 2247 | 2161 | 2245 |
|               | 1869 | 1900 | 1921 | 1961 | 1980 | 2011 | 2016 | 2019 | 2021 | 2024 |